# Elveția italiană

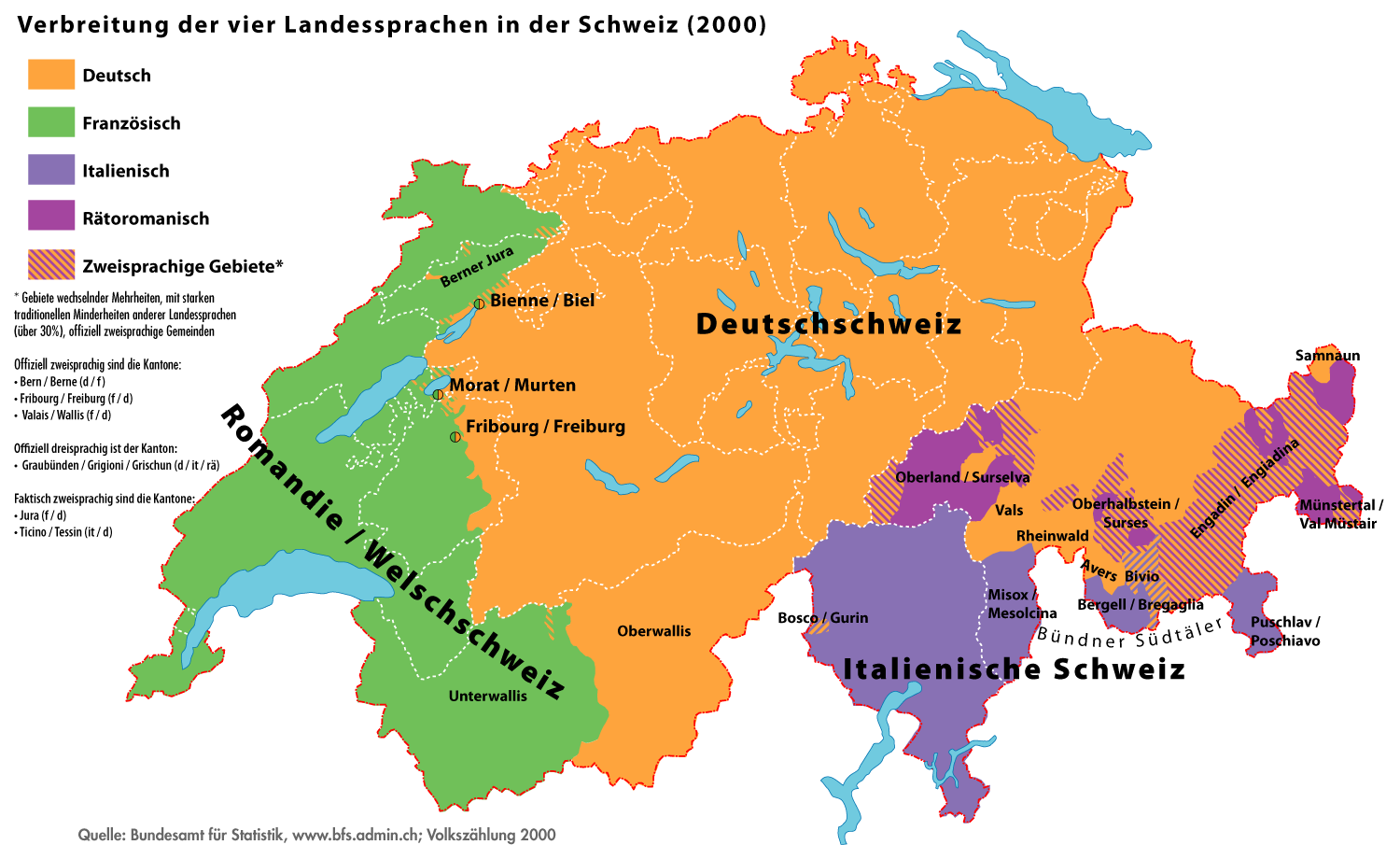
Harta lingvistică a Elveției

Elveția italiană (în italiană Svizzera italiana) este o regiune italofonă, situatǎ în sud-estul Elveției, în care este răspândită și formalizată Limba italiană. Din punct de vedere lingvistic și teritorial, Elveția italiană este opusă Elveției germane și celei franceze, și (rar) Elveției retoromane. Statutul limbii italiane în Elveția este consacratǎ de Constituție, alături de limbile germană și franceză.
Limba maternă a populației italofone din Elveția este de fapt nu limba literară italiană, ci un dialect al limbii lombarde aparținând limbilor galo-italice din subgrupa romană. Limba italiană din cantonul Grisunilor are propriile sale caracteristici distinctive care sunt direct influențate de mediul germanofon.

## Areal
Pe teritoriul Elveției italiene locuiesc aproximativ 517.000 de persoane (2012), reprezentând 6,5% din populația elvețianǎ. Suprafața totală constituie 3,873 km2. O mare parte din populația italianǎ este concentrată în cantonul Ticino, de asemenea și în cantonul Grisunilor în văile: Bregaglia, Calanca, Poschiavo, Mesolcina și în satul Bivio.